# Okręg Fairbanks North Star
Okręg Fairbanks North Star (ang. Fairbanks North Star Borough) – okręg w Stanach Zjednoczonych położony w stanie Alaska. Siedziba okręgu znajduje się w mieście Fairbanks. Utworzony w roku 1964.
Zamieszkany przez 97 581 osób. Największy odsetek ludności stanowi ludność biała (77,0%) oraz rdzenni mieszkańcy (7,0%).

## Miasta
- Fairbanks
- North Pole

## CDP
- Badger
- Chena Ridge
- College
- Ester
- Farmers Loop
- Fox
- Goldstream
- Harding-Birch Lakes
- Moose Creek
- Pleasant Valley
- Salcha
- South Van Horn
- Steele Creek
- Two Rivers